# Усанович, Михаил Ильич
Михаил Ильич Усанович (5 [17] июня 1894, Житомир — 15 июня 1981, Алма-Ата) — советский физикохимик, академик АН КазССР (1962), заслуженный деятель науки УзССР. Сформулировал в 1938 году обобщённую теорию кислот и оснований.

## Биография
Родился в семье дантиста Ильи-Хаима Лейбовича Усановича. В 1917 году окончил естественное отделение физико-математического факультета Университета св. Владимира в Киеве.
На преподавательской работе с 1918 года. По 1920 год работал в руководимой академиком В. И. Вернадским химической лаборатории АН УССР в городе Киеве. С 1924 по 1929 год был техническим руководителем химико-фармацевтического завода и сотрудником Киевского политехнического института. С 1930 года профессор Томского университета, заведующий кафедрами неорганической и аналитической химии педагогического факультета, и. о. декана физико-математического факультета. Заместитель директора СФТИ по научной части (1934). В 1931/32 учебном году работал по совместительству в Томском педагогическом институте.
С 1935 года преподавал в Среднеазиатском университете, доктор химических наук (1938).
С 1944 года и до самой смерти заведовал кафедрой Казахского государственного университета им. С. М. Кирова.

Надгробный памятник над могилой Михаила Усановича в Центральном кладбище Алматы

Скончался в 1981 году, похоронен на Центральном кладбище Алма-Аты.

## Основные научные работы
Разработал количественную теорию растворов. Показал, что так называемая аномальная электропроводность — не исключение, а правило, доказал ошибочность применения закона разбавления Оствальда к большинству растворов. Сформулировал обобщённую теорию кислот и оснований. Установил, что системы, в которых происходит химическое взаимодействие, подчиняются законам идеальных растворов лишь при условии выражения состава через равновесные концентрации. Вывел уравнения зависимости неколлигативных свойств растворов (плотность, вязкость) от их состава.